# Уваров, Василий Петрович
Василий Петрович Уваров (род. 19 марта 1948, Эмиссы, Якутская АССР) — советский и российский спортсмен и тренер; Мастер спорта СССР, Заслуженный тренер Якутской АССР (1979), Заслуженный тренер Республики Саха (Якутия) (1998), Заслуженный работник физической культуры Российской Федерации (2005).

## Биография
Родился 19 марта 1948 года в посёлке Эмиссы (по другим данным — в селении Бютейдях) Амгинского района Якутской АССР.
В 1965 году окончил Эмисскую восьмилетнюю школу, в 1967 году — Чурапчинскую школу-интернат. Занимался вольной борьбой со школы, тренировался у заслуженного тренера СССР — Д. П. Коркина. Становился чемпионом Белорусской ССР (1970, 1971, 1972) и Якутской АССР (1975, 1976). Продолжая заниматься борьбой после окончания спортивной карьеры, был чемпионом мира среди мастеров-ветеранов (1994, Рим). 
В 1972 году Василий Уваров окончил Белорусский государственный институт физической культуры (ныне Белорусский государственный университет физической культуры). В 1972—1973 годах был председателем спорткомитета Амгинского района. В 1974—1976 годах работал учителем Майинской средней школы. В 1976—1987 годах был директором и одновременно старшим тренером Майинской детско-юношеской спортивной школы. С 1987 года — старший тренер Якутской школы высшего мастерства по вольной борьбе. С 1998 года Василий Петрович — старший тренер, затем  заведующий кафедрой спортивной борьбы Якутского государственного университета (ныне Северо-Восточный федеральный университет); доцент, кандидат педагогических наук. С 2008 года работал в Архангельской области главным тренером сборной Архангельска по вольной борьбе. В настоящее время является директором Мегино-Кангаласской ДЮСШ.
Занимаясь тренерской деятельностью, воспитал ряд выдающихся борцов: Германа Контоева — чемпиона мира 2001 года, Артура Фёдорова и Владимира Торговкина — участников Олимпийских игр, Алексея Варламова и Петра Малардырова — мастеров спорта международного класса.

## Награды и заслуги
- Награжден медалью «За трудовую доблесть» (1981) и Почетной грамотой Правительства Республики Саха С(Якутия) (2002).
- Отличник образования Республики Саха С(Якутия) (1998).
- Лауреат спорта XX века Республики Саха (Якутия).
- Почетный гражданин Мегино-Кангаласского (1995) и Амгинского (1998) улусов.